# Prince Motor Company
Prince Motor Company était une entreprise japonaise spécialisée dans la fabrication automobile qui a fusionné avec Nissan en 1966. Ses origines remontent à la Tachikawa Aircraft Company, un fabricant d'avions pour l'armée impériale japonaise pendant la Seconde Guerre mondiale. Après la guerre, la société a été rebaptisée Fuji Precision Industries, avant de se diversifier dans l'industrie automobile en produisant la Tama, une voiture électrique, en 1946. En 1952, l'entreprise a été renommée Prince en l'honneur de l'investiture officielle d'Akihito en tant que prince héritier du Japon. Après quelques changements de nom, elle est finalement devenue la Prince Motor Company en 1961. En 1966, elle a été intégrée à Nissan, mais l'organisation Prince a continué à exister au sein de Nissan sous le nom de Nissan Prince Store au Japon. Ce réseau de concessionnaires a été consolidé dans le "Nissan Blue Stage" en 1999.

## Produits

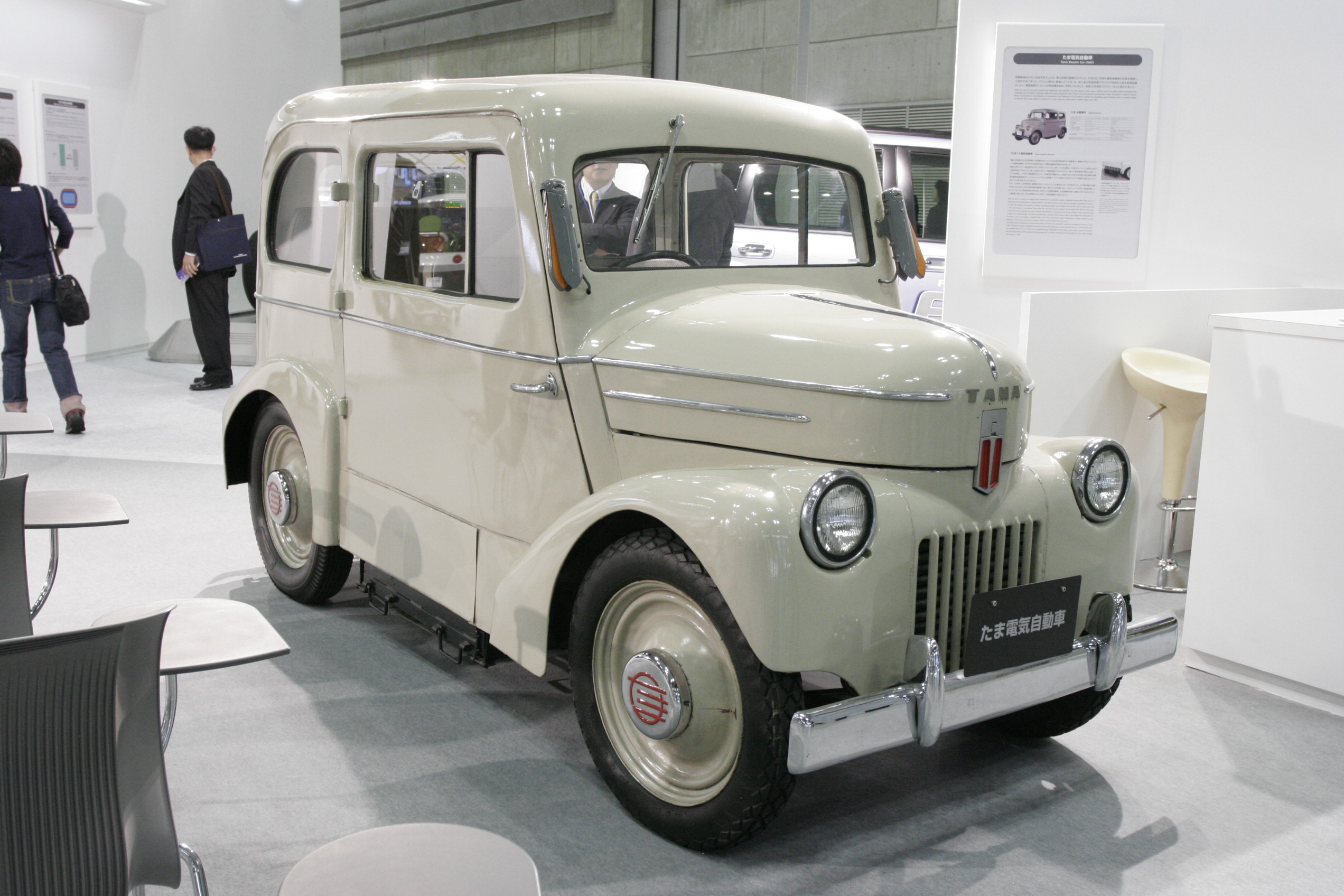
Véhicule électrique Tama (1946)

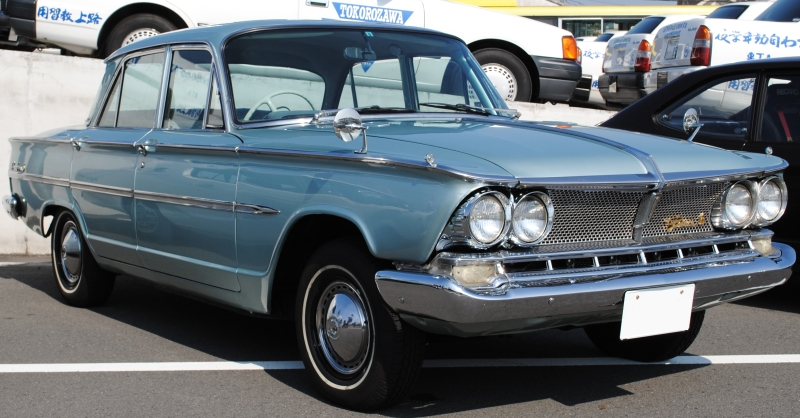
Prince Gloria Super 6 ou S40.

## Histoire
La Prince Motor Company avait deux origines,.

### Compagnie aéronautique Tachikawa

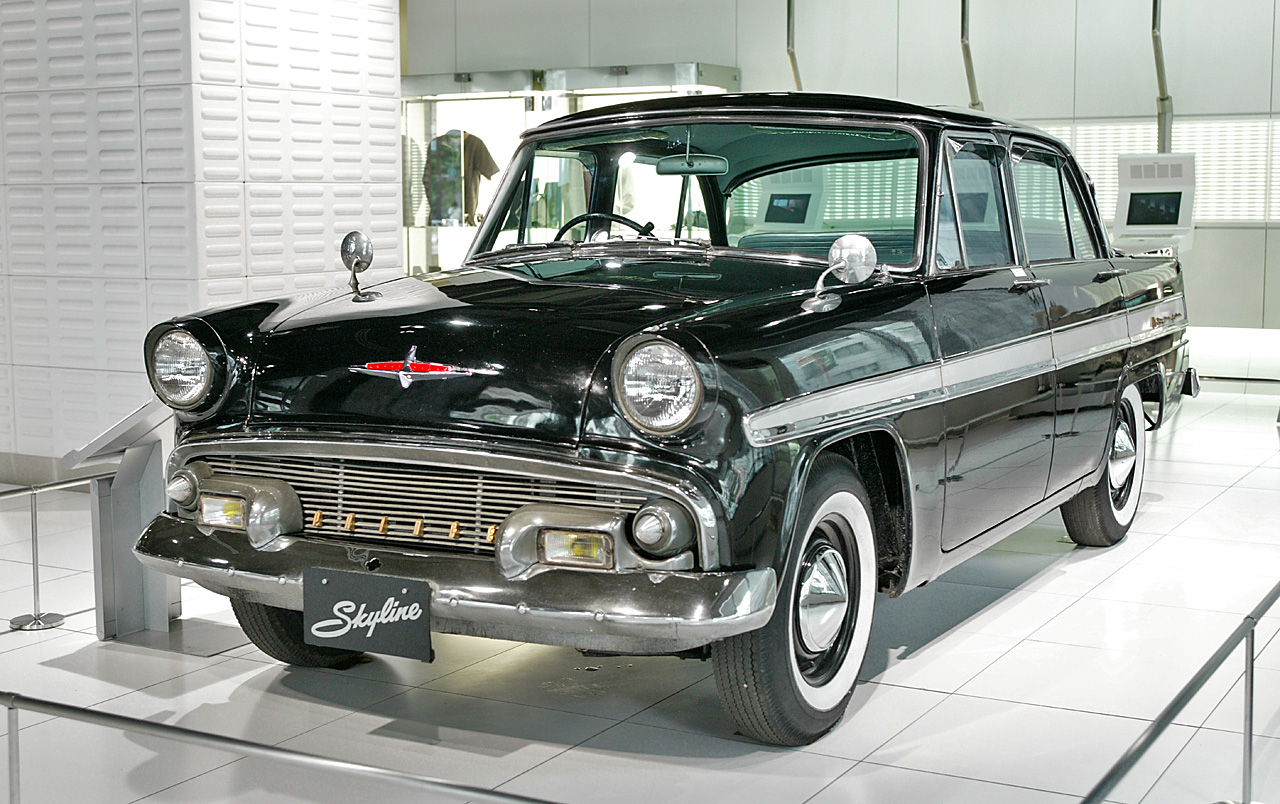
Prince Skyline ALSI-1.

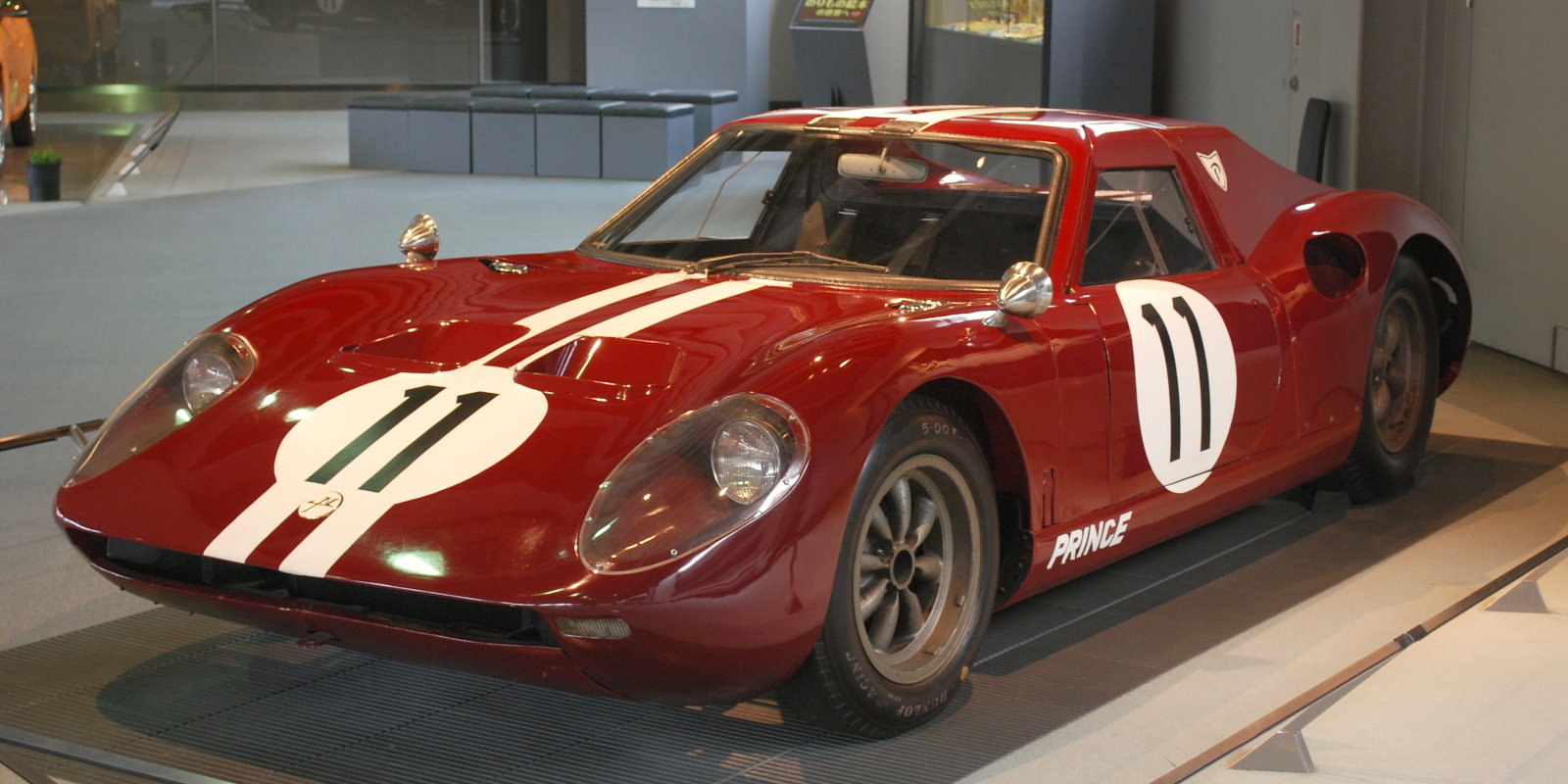
1966 Prince R380.

- En décembre 1946, la division des véhicules électriques de la Tachikawa Aircraft Company obtient son autonomie en devenant opérationnelle en tant qu'usine Fuchu de la Kosoku Kikan Kogyo Co., Ltd.
- Le 30 juin 1947 marque un tournant significatif dans l'histoire industrielle japonaise avec la transformation de l'usine Fuchu de la société Kosoku Kikan Kogyo Co., Ltd. en la Tokyo Electric Car Company. Cette date marque officiellement la fondation de la Prince Motor Company.
- En février 1949, Shojiro Ishibashi effectue un investissement significatif dans la Tokyo Electric Car Company, assumant ainsi la présidence de cette entreprise.
- Le 30 novembre 1949, la Tokyo Electric Car Company a procédé à un changement de dénomination pour devenir la Tama Electric Car Company.
- En novembre 1951, la Tama Electric Car Company décida de modifier sa dénomination pour devenir la Tama Motor Company.
- En novembre 1952, la Tama Motor Company décide de modifier sa dénomination pour devenir la Prince Motor Company.
- Le 10 avril 1954 marque un tournant significatif dans l'histoire de l'industrie automobile japonaise alors que la Prince Motor Company consolide ses activités en fusionnant avec son fournisseur de moteurs, Fuji Precision Industries. Cette union donne naissance à une nouvelle entité, baptisée Fuji Precision Industries, tandis que le nom de la Prince Motor Company est progressivement éclipsé.

### Compagnie aéronautique de Nakajima
- Le 16 août 1945 marque un tournant significatif dans l'histoire de l'entreprise japonaise alors connue sous le nom de Nakajima Aircraft Company. À cette date, elle décide de modifier sa dénomination pour devenir la Fuji Sangyo Co., Ltd. Cette transformation témoigne d'une évolution stratégique majeure au sein de la société, marquant ainsi une nouvelle phase de son développement et de son engagement dans divers secteurs industriels.
- Le 6 novembre 1945, le Quartier général des forces alliées (GHQ) identifie Fuji Sangyo en tant que Zaibatsu et opte pour leur dissolution.
- En mai 1950, la société Fuji Sangyo Co., Ltd. cesse ses activités et est dissoute.
- En juillet 1950, la société Fuji Sangyo Co., Ltd. subit une restructuration majeure qui la divise en douze entités distinctes. Parmi ces entités, l'usine de Tokyo, localisée à Suginami, Tokyo, et l'usine de Hamamatsu sont réorganisées pour devenir Fuji Precision Industries.
- En avril 1951, Shojiro Ishibashi assume la présidence de Fuji Precision Industries.
- Le 10 avril 1954 marque la fusion entre Fuji Precision Industries et son client, Prince Motor Company. À la suite de cette fusion, une nouvelle entité voit le jour sous le nom de Fuji Precision Industries, tandis que le nom de Prince Motor Company est abandonné.

### Après la fusion Fuji/Prince jusqu'à la fusion avec Nissan
- En février 1961, Fuji Precision Industries modifie sa dénomination pour devenir la Prince Motor Company. Cette modification marque le rétablissement du nom "Prince Motor Company".
- En 1962, Prince a marqué un tournant notable en devenant le premier constructeur automobile japonais à participer à un rallye européen avec une équipe d'usine lors du Liège-Sofia-Liège. Cependant, aucune des deux voitures Skyline inscrites n'a réussi à terminer le rallye. Celui-ci s'est distingué par un taux d'abandon exceptionnellement élevé, atteignant 82 %[3].
- En mai 1965, la Prince Motor Company annonce son intention de fusionner avec la Nissan Motor Company, réalisée en août 1966.

## Liste des véhicules
- Prince Sedan (la première voiture de tourisme de Prince)
- Prince Gloria (une berline et une familiale de luxe)
- Prince Skyline (un coupé/berline performant)
  - Prince Skyway (une camionnette de livraison basée sur la Skyline)
  - Prince Miler (une camionnette basée sur la Skyline)
  - Nissan Laurel (une berline/coupé de luxe compact basé sur la Skyline)
- Prince Homy (une fourgonnette/minibus)
  - Prince Homer (une camionnette basée sur le Homy)
- Prince R380 (une voiture de course)
- Nissan Prince Royal (une limousine fabriquée pour la maison impériale du Japon )
- Nissan Cherry (un petit coupé et une berline à traction avant)
- Prince Clipper (un camion cabover )
  - Prince Light Coach (un bus de passagers de grande capacité partagé avec le Clipper)

### Véhicules conceptuels
- La Prince BNSJ 1956, dévoilée lors du Salon automobile de Tokyo en 1956, se distinguait par ses dimensions bien supérieures à celles des autres voitures japonaises de son époque. Il s'agissait du tout premier prototype hors production à être présenté au Salon automobile de Tokyo. Animé initialement par le moteur FG4A-20, ce véhicule a été ultérieurement équipé d'un moteur de 1,9 litre. Malgré ses caractéristiques prometteuses, le BNSJ n'a jamais été commercialisé[4].
- 1956 Prince DPSK : La DPSK a été développée dans le cadre du programme japonais « National Car » de 1955, similaire au programme allemand qui a abouti à la Volkswagen Beetle. La proposition prévoyait un 4 places avec un moteur de 350 cc à 500 cc, un poids d'environ 400 kg (882 lb) et une vitesse de pointe de 100 km/h. Le 495 kg (1 091 lb) DPSK était propulsé par un 24 HP, moteur boxer bicylindre de 601 cm3 connu sous le nom de FG2D. Ce moteur souffrait de problèmes de vibrations et de bruit et fut ensuite remplacé par un 599cc, 36 Moteur boxer quatre cylindres HP appelé FG4C et la voiture est devenue la CPSK. Prince a persévéré avec ce concept jusqu'en 1959, date à laquelle le programme National Car a été annulé, probablement parce que Prince est devenu un constructeur automobile de qualité plus haut de gamme[5].
- En 1963, le Prince 1900 Sprint était un modèle basé sur le Skyline 1500, dont la conception fut confiée à Scaglione en Italie. Il était équipé du moteur GB-4 de 1,9 L provenant du Gloria. Bien qu'il ait été dévoilé au Salon automobile de Tokyo en 1963, le Sprint n'a malheureusement jamais été produit en série[6].

## Voir également
- Shojiro Ishibashi
- Ryoichi Nakagawa
- Jirô Tanaka
- Shinichiro Sakurai
- Naganori Ito